# 플로이드 크래머

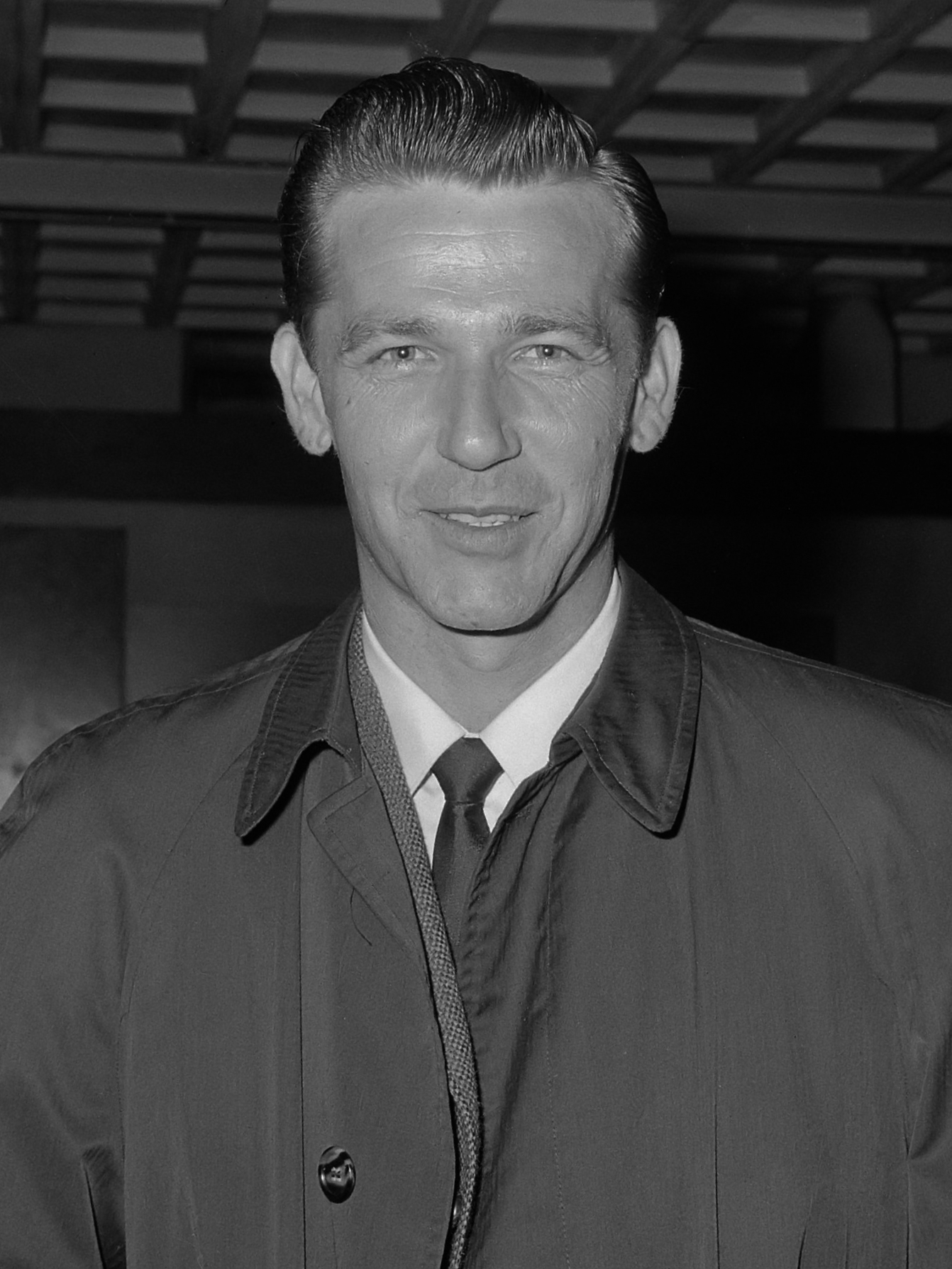
1965년

플로이드 크래머(Floyd Cramer, 1933년 10월 27일 ~ 1997년 12월 31일)는 스틸 기타에서 힌트를 얻어 '론섬 컨트리 사운드'라고 부르는 독자적인 스타일을 창안한 피아노 주자이다. 루이지애나주 태생. 1955년에 테네시주의 그랜드 오울 오프리에 출연하였다. 그 후 프레슬리의 <하트브레이크 호텔>(1956) 등의 반주를 맡았으며 1960년에 자작자연(自作自演)의 <라스트 데이트>가 밀리언 히트가 되었다.

## 같이 보기
- 내슈빌 A-팀